# Иноуэ, Киёси
Киёси Иноуэ (яп. 井上 清 Inoue Kiyoshi, 19 декабря 1913 года ― 23 ноября 2001 года) ― японский историк, почётный профессор Киотского университета. Специалист в области новой и новейшей истории Японии. Придерживался прогрессивистских и марксистских взглядов.

## Биография
Иноуэ родился в префектуре Коти. Учился в Токийском университете, защитил докторскую диссертацию на тему истории современных реформ в Японии.
В 1954 году Иноуэ стал доцентом Института гуманитарных наук Киотского университета. В 1961 году он получил звание профессора. Продолжал работать преподавателем в Киото вплоть до выхода на пенсию в 1977 году.
Ещё начале своей карьеры Иноуэ обрёл репутацию марксистского историка. Он публиковал работы по таким остросоциальным темам, как устройство японской имперской системы и жизнь буракуминов.
В поздние годы своей карьеры Иноуэ работал над расширением академических обменов между Японией и Китаем и возглавил движение за солидарность с азиатскими странами. Он также публиковал работы на тему спора между островами Дяоюйдаою и Сэнкаку, выступая при этом на стороне Китая.
Иноуэ получил почётную степень от Академии общественных наук КНР в 1997 году.
Иноуэ писал сочинения, в которых критиковал имперскую систему правления; он продолжал критиковать лично японского императора на протяжении всей своей жизни. По ряду тем его работы часто рассматривались как противоречивые из-за его активных протестов и судебных исков против правительства Японии. Во время беспорядков японских студентов в 1969 году профессор Иноуэ открыто поддержал бунтовавших студентов, которые требовали отмены Договора о безопасности между США и Японией.
Иноуэ также очень критически относился к «японскому милитаризму» и выступал в территориальном споре о контроле над островами Дяоюйдао и Сэнкаку на стороне Китая, написав на эту тему ряд сочинений.